# Podkraj pri Velenju
Podkraj pri Velenju – wieś w Słowenii, w gminie miejskiej Velenje. W 2018 roku liczyła 965 mieszkańców. 